# Santiago Moreno
Santiago Moreno, (Cali, 21 de abril de 2000) é um futebolista colombiano que atua como ponta-direita. Atualmente, joga pelo Fluminense.

## Carreira

### América de Cali
Iniciou a carreira profissional em 2019, defendendo o América de Cali.
Formado no América de Cali, estreou em 13 de março de 2019. Em Outubro marcou seu primeiro gol no profissional contra o Unión Magdalena. Em 2020, estreou na libertadores marcando um gol contra o Internacional na derrota por 4 a 3 na fase de grupos. 
No período em que esteve no clube, conquistou duas vezes o Campeonato Colombiano.

### Portland Timbers
Em 29 de julho de 2021, foi contratado pelo Portland Timbers para um vínculo até 2025.
Em 4 de dezembro de 2021, marcou um gol na vitória por 2–0 sobre o Real Salt Lake, nas quartas de final da MLS, ajudando a equipe a se classificar para a final.

### Fluminense
No dia 12 de agosto de 2025, foi anunciado oficialmente pelo Fluminense, assinando contrato por quatro anos com a equipe carioca, até o fim de 2029.

## Títulos
América de Cali
- Campeonato Colombiano: 2019; 2020[1]